# Krumine Corona
La Krumine Corona è una struttura geologica della superficie di Venere.